# Saramacca
Saramacca er et distrikt i Surinam beliggende i den nordlige del af landet. Saramaccas hovedstad hedder Groningen, og andre byer er Batavia og Boskamp.
Saramacca har en population på 13.600 mennesker og et areal på 3.636 km².
Distiktet har traditionelt været hjemsted for en masse små familieejede landbrugssamfund, og det er først for nylig, at store landbrugsprojekter er begyndt at fremkomme, rimært for at producere bananer og ris.
Distriktet er kendt for dets fugle, hvorfor ornitologer og fuglekiggere kommer fra alle steder i verden for at studere og beundre Saramaccas tukaner, papegøjer og rupicolaer.
Saramacca (normalt stavet saramaka) er også navnet på en gruppe af maronerne, som etablerede samfund langs Saramacca-floden efter at være flygtet fra slaveri. 

## Resorter
Saramacca er inddelt i 6 resorter (ressorten):
- Calcutta
- Groningen
- Jarikaba
- Kampong Baroe
- Tijgerkreek
- Wayamboweg

5°46′57″N 55°37′29″V / 5.7825°N 55.624722222222°V